# Moälven (Ångermanland)
Moälven, lokalt Åseleån, Norra Anundsjöån, Kubbeån och Själevadsån, är en älv i norra Ångermanland och sydligaste Lappland, huvudsakligen inom Örnsköldsviks kommun.
Moälven är en skogsälv som rinner upp i området kring Över-Karpsjön i den sydligaste delen av Åsele kommun. Dess längd är cirka 140 km, och flodområdet uppgår till 2 280 km². Namnet Moälven används dock först nedströms Anundsjösjön, cirka 35 km från mynningen. Uppströms består älven av två grenar, Norra Anundsjöån och Södra Anundsjöån.
Nedströms Anundsjösjön har Moälven bitvis ett välutvecklat meanderlopp med mycket kurvigt flöde och många nipor. I sitt nedersta lopp passerar Moälven genom tre större sjöar, Happstafjärden, Själevadsfjärden och Veckefjärden. Älven mynnar i Örnsköldsviksfjärden vid Domsjö söder om Örnsköldsvik. 
Älvens medelvatteneffekt är 51 000 kW, varav cirka 15 procent är utbyggt. Moälvens viktigaste biflöde är Utterån, som ansluter sig från vänster (norr) vid Gottne, där också Gottne kraftverk är beläget.

## Industrihistoria
År 1759 anlades ett sågverk med stockfångstprivilegier i Moälven vid Söderåfors mellan Mellansel och Gottne. Det flyttades 1779 till Moliden några kilometer längre nedströms. År 1846 utvidgades verksamheten med en smedja för tillverkning av stångjärn och manufaktur, främst för den lokala marknaden. Mo bruk och sågverk blev grunden till Mo och Domsjö AB. När bolaget 1895 tog i drift en ångsåg på Norrbyskär lades verksamheten ned i Mo.

## Sveriges längsta sluss
Från Veckefjärden leds sötvatten i ett rör genom Hörnett till Domsjö Fabriker. För att förhindra att havsvatten går upp till Veckefjärden vid högvatten finns vid utloppet en sluss som byggdes omkring 1939. Eftersom älven då användes för timmerflottning byggdes slussen för att kunna släppa igenom bogserbåtar med timmersläp. Timmerslussen är omkring 30 meter bred och 250 meter lång och anses vara Sveriges längsta sluss. Idag har timmerslussen ingen regelmässig användning. Nöjesbåtar går genom den intilliggande båtslussen, som fjärrmanövreras från fabriken eller från räddningstjänsten.

## Moälvsprojektet
Moälvsprojektet är ett projekt som drivs av Örnsköldsviks kommun med syfte att för att restaurera älven. Med 18,5 miljoner kronor är det den största miljösatsningen i kommunens historia. 2018 var de flesta åtgärdena utförda i nedre delarna av älven, och senare arbeten fokuserade till de övre delarna av Moälven.  